# Oplegnathus insignis
Oplegnathus insignis is een  straalvinnige vissensoort uit de familie van oplegnathiden (Oplegnathidae). De wetenschappelijke naam van de soort is voor het eerst geldig gepubliceerd in 1867 door Kner.
De soort staat op de Rode Lijst van de IUCN als Onzeker, beoordelingsjaar 2007.